# Vilmos Nyúl
Vilmos Nyúl (ur. 13 listopada 1901 w Budapeszcie, zm. 31 października 1953 lub w 1977 tamże) – węgierski piłkarz i trener piłkarski, trzykrotny reprezentant kraju. W 1934 trener Wisły Kraków. Młodszy brat Ferenca, również piłkarza.
Jako zawodnik występował w MTK Budapest. Wisłę trenował od kwietnia do listopada 1934. W tym sezonie Wisła zajęła trzecie miejsce.